# Persephonaster misakiensis
Persephonaster misakiensis is een kamster uit de familie Astropectinidae.
De wetenschappelijke naam van de soort werd in 1914 gepubliceerd door Seitaro Goto. De beschrijving was gebaseerd op twee exemplaren die in de buurt van Misaki (nu Miura) waren opgevist, een ervan van een diepte van 550 meter.